# 1835

## Esdeveniments
Països Catalans
- 1 de gener, Barcelona: Es publica el primer número d'El Propagador de la libertad, una publicació política en castellà.[1]
- 22 de juliol: Revolta anticlerical a Reus (el Baix Camp) que s'expandeix arreu de Catalunya.
- 25 de juliol, Barcelona: Crema de convents com el Convent de Santa Caterina, entre d'altres.
- 19 de setembre, Guimerà (l'Urgell: els carlins perden el setge de Guimerà i els liberals fan 388 presoners i afusellen a 71 militars, entre els que hi destaca el seu comandant, Rosset de Belianes durant la Primera Guerra Carlina.
- 5 d'agost: El vapor Bonaplata de Barcelona, la primera fàbrica de vapor catalana, és incendiat en la bullanga de 1835. S'havia inaugurat el 1833.[2]

Resta del món
- 25 de març: apareix el primer quadern dels Contes de Hans Christian Andersen.
- 18 d'abril, 22 d'abril, Ameskoabarren, Navarra: els carlins guanyen la batalla d'Artaza durant la primera guerra carlina.
- 27 d'abril, 28 d'abril, Logronyo i Eulate, Estella Oriental) respectivament: els líders carlins i lliberals signen el Conveni d'Eliot per acabar amb els afusellaments indiscriminats de presoners i promoure'n el seu intercanvi durant la Primera Guerra Carlina.
- 2 de juny, Port de Deskarga, País Basc: els carlins guanyen la batalla de Deskarga durant la primera guerra carlina.
- 1 de juliol, Bilbao, País Basc: els carlins aixequen el setge de Bilbao després que el seu cap, Zumalacárregui morís després de rebre un tret a la cama en el setge i que els liberals rebessin reforços durant la primera guerra carlina.
- 16 de juliol, Mendigorria, Comarca de Tafalla, Navarra: el pretendent carlí Carles Maria Isidre de Borbó fuig amb el seu exèrcit del poble en la batalla de Mendigorria en la Primera Guerra Carlina.
- Agost, Nova York: El diari The Sun publica una sèrie d'articles amb la notícia sobre la presència de vida a la Lluna en el que s'ha anomenat Great Moon Hoax.
- 2 d'octubre, Gonzales, Texas: els texans guanyen la batalla de Gonzales que inicia la Revolució texana.
- 4 de novembre, San Patricio, Texas: l'exèrcit mexicà perd en la batalla de Lipantitlán contra els independentistes texans en la Guerra d'Independència de Mèxic.
- Novembre, Darrera execució coneguda per homosexualitat a la Gran Bretanya. James Pratt i John Smith són penjats a la presó de Newgate, Londres després de ser trobats junts.[3]
- 16, 17 de desembre, Manhattan, Nova York, EUA: s'hi produeix el gran incendi de Nova York que destrueix la Borsa de Nova York i la zona de Wall Street.[4]

## Naixements
Països Catalans
- 21 de juliol, Canyamelar, València: Bernat Ferrandis i Badenes, pintor valencià
- 13 de desembre, Puigcerdà: inscripció al registre de la parròquia de Pere Borrell del Caso, pintor.
- 31 de desembre, Arenys de Mar, Maresme: Fidel Fita i Colomer, arqueòleg, epigrafista, filòleg i historiador jesuïta català.
- Barcelona: Enric Ciervo Pérez, músic.

Resta del món
- 14 de març, Itàlia: Giovanni Schiaparelli, astrònom
- 9 d'abril, Brussel·les, Bèlgica: Leopold II de Bèlgica, rei de Bèlgica
- 27 de maig, Headley, Surreyː Emily Faithfull, impressora i editora de premsa, militant britànica pels drets de les dones.[5]
- 21 de juliol, Madrid: Elisa Volpini, soprano de coloratura espanyola[6]
- 27 de juliol, Valdicastello, Pietrasanta, Toscana: Giosuè Carducci, poeta, Premi Nobel de Literatura de l'any 1906 [7]
- 2 d'agost, Barnesville (Ohio), Estats Units: Elisha Gray, inventor del telèfon[8]
- 25 de setembre, París, França: Vincenzo Bellini, compositor d'òpera italià[9]
- 28 de setembre, Anvers: Jean Louis Gobbaerts, pianista.
- 9 d'octubre, París, França: Camille Saint-Saëns, compositor francès[10]
- 30 d'octubre, Florència: Carlotta Patti, cantant italiana de la corda de soprano[11]
- 31 d'octubre, Berlín, Prússia: Adolf von Baeyer, físic i químic alemany, Premi Nobel de Química de 1905
- 25 de novembre, Dunfermline, Fife, Escòcia: Andrew Carnegie, empresari i filantrop americà
- 29 de novembre, Pequín, Xina: l'emperadriu vídua Cixi (en xinès: 慈禧太后) coneguda pel poble a la Xina com a emperadriu vídua de l'oest (西太后), i coneguda oficialment després de la seva mort com a emperadriu Xiaoqin Xian (孝欽顯皇后), va ser una figura potent i carismàtica que va ser de facto la sobirana de la dinastia Qing[12]
- Màjid ibn Saïd, soldà de Zanzíbar.
- Hildesheim: Louise Harriers Wippern, soprano alemanya.
- Cair: Foli, cantant

## Necrològiques
- 15 de gener, castell de Chimay, Bèlgica: Teresa Cabarrús, aristòcrata espanyola[13]
- 2 de març, Viena, Àustria: Francesc I d'Àustria, primer emperador d'Àustria i darrer portador del mil·lenari títol d'emperador del Sacre Imperi Romanogermànic[14]
- 8 d'abril, Berlín, Prússia: Wilhelm von Humboldt, lingüista prussià[14]
- 15 de maig, Parísː Pauline Auzou, pintora francesa i professora d'art[15]
- 12 de juny, Londres, Anglaterra: Edward Troughton, fabricant d'instruments científics anglès[16]

- 24 de juny, Zegama, País Basc: Tomás de Zumalacárregui, militar carlista basc (n. 1788).[17]
- 11 de juliol, Berlínː Elisabeth von Staegemann,  escriptora, pintora i salonnière alemanya.[18]
- 23 de setembre, Puteaux, França: Vincenzo Bellini, compositor d'òpera italià (n. 1801).[19]